# Yabuli

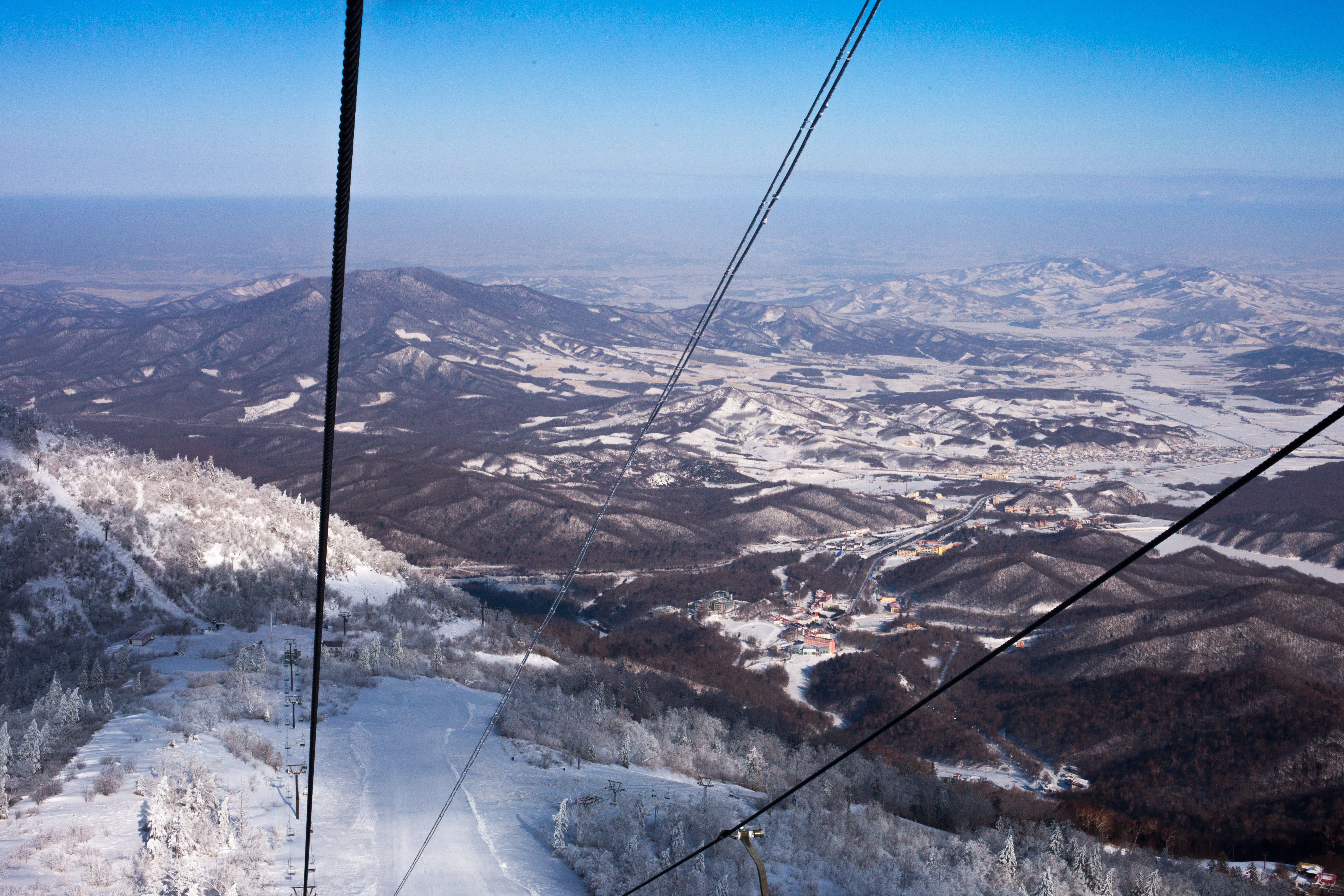
Skigebiet Yabuli

Yabuli (chinesisch 亚布力镇, Pinyin Yàbùlì Zhèn) ist eine Großgemeinde der Stadt Shangzhi in der nordostchinesischen Provinz Heilongjiang. Yabuli hat eine Fläche von 525,4 km² und 46.451 Einwohner (Zensus 2000, inklusive der Einwohner von Xinguang). Die ehemalige Gemeinde Xinguang (新光乡) wurde im Jahre 2002 aufgelöst und in Yabuli eingegliedert.

## Administrative Gliederung
Auf Dorfebene setzt sich die Großgemeinde Yabuli aus drei Einwohnergemeinschaften und zehn Dörfern zusammen. Diese sind:
- Einwohnergemeinschaft Minzhu (民主社区), Sitz der Gemeinderegierung
- Einwohnergemeinschaft Qianjin (前进社区)
- Einwohnergemeinschaft Xingye (兴业社区)
- Dorf Daqingshan (大青山村)
- Dorf Dongxing (东兴村)
- Dorf Guanghui (光辉村)
- Dorf Guoguang (国光村)
- Dorf Hexin (合心村)
- Dorf Minzhu (民主村)
- Dorf Shangli (尚礼村)
- Dorf Xingye (兴业村)
- Dorf Xinhua (新华村)
- Dorf Yongfeng (永丰村)

## Wintersportzentrum
In Yabuli liegt das bedeutendste Wintersport-Resort der Volksrepublik China, 177 km oder 2,5 Stunden Bahnfahrt südöstlich des Flughafens von Harbin.
Yabuli besitzt ein Trainingszentrum für die chinesischen Olympioniken des Wintersports. Es stehen elf Skipisten, darunter die längste in ganz Asien, eine Langlauf-Loipe, eine Freestyle-Schanze und eine 90-Meter-Sprungschanze zur Verfügung.  Neben einem neuen Viersitzer-Doppelmayr-Sessellift gibt es eine Kabinenbahn für sechs Personen sowie Einzel- und Doppelsitzer-Sessellifte.
Niedrigster und höchster Punkt des Kurorts liegen auf 397 und 1345 m. Mehrere neue Hotels wurden zwischen den Jahren 2008 und 2010 eröffnet. In den Jahren 2008 und 2009 erfolgte eine Sanierung des bereits bestehenden Komplexes.
Yabuli war Gastgeber der Asiatischen Winterspiele 1996 und der Nationalen Wintersport-Meisterschaften 2008. Auch die Winter-Universiade 2009 wurde hier ausgetragen, die Sportarten Eishockey, Eiskunst- und Eisschnelllauf sowie Curling allerdings in Harbin und Snowboard sowie Biathlon im Mao'ershan-Skiresort.